# Дегазон, Фред
Фредерик Евтроп Дегазон (Фред Дегазон, англ. Frederick Eutrope Degazon; 4 января 1913, Кастри, Сент-Люсия — 4 октября 2008, Лондон, Англия, Великобритания) — политический деятель Доминики, первый президент (1979—1980).
Дегазон родился на Сент-Люсии, учился в Лондонском университете, затем находился на государственной службе на Доминике, Сент-Люсии и Ямайке. В 1969 году ушёл на пенсию.
В 1977 году избран председателем парламента Доминики, в 1978 году, после провозглашения независимости — первым президентом страны. Вступил в должность 16 января 1979 года. В ходе конституционного кризиса 11 июня 1979 года покинул страну и поселился в Лондоне. Официально подал в отставку в январе 1980 года.